# Chiscas
Chiscas est une municipalité située dans le département de Boyacá, en Colombie.

## Personnalités liées à la municipalité
- Cristóbal Pérez (1952-) : cycliste né à Chiscas.